# Johannes Klein (Unternehmer)
Johannes Klein (* 8. Dezember 1845 in Klingenmünster; † 23. Oktober 1917 in Frankenthal (Pfalz)) war ein deutscher Ingenieur, Erfinder und Unternehmer.

## Leben
Johannes Klein war der Sohn eines Magazinverwalters. Nach Abschluss der Volksschule seines Heimatortes besuchte er von 1859 bis 1862 die Gewerbeschule in Landau. Die durch den Vorgesetzten seines Vaters erwirkten Stipendien ermöglichten ihm den Besuch der polytechnischen Schulen in München und Karlsruhe. Die Semesterferien nutzte Klein zur praktischen Arbeit und zur Ausbildung im technischen Zeichnen. 1865 wurde er zur Absolvierung eines praktischen Jahres Mitarbeiter der Dinglerschen Maschinenfabrik in Zweibrücken, zunächst als Schlosser, dann als Hilfsschlosser bei einem Monteur.
Da er bei der Dinglerschen Maschinenfabrik als Konstrukteur keine Anstellung fand, bewarb Johannes Klein sich erfolgreich bei der Kühnleschen Maschinenfabrik in Frankenthal, wo er im Alter von 21 Jahren seine Ingenieurlaufbahn begann. Im vierten Jahr seiner Betriebszugehörigkeit entwarf er für eine Frankenthaler Brauerei einen selbsttätigen Kesselspeiseapparat. Auf Basis dieser Erfindung gründeten Klein, der Brauereibesitzer Schanzlin und ein Gutsbesitzer namens Becker am 18. September 1871 die Firma Klein, Schanzlin & Becker, aus dem die heutige KSB hervorgegangen ist. In Folge der wirtschaftlichen Gesamtsituation in der ersten Hälfte der 1870er-Jahre schieden die beiden Teilhaber aus dem Unternehmen aus, sodass Klein sehr früh alleiniger Verantwortlicher wurde. Nach Schwierigkeiten in den Anfangsjahren prosperierte das Unternehmen Ende der 1870er-Jahre sowie in den 1880er-Jahren und es kamen neue Produktionszweige hinzu. 1887 wurde das Unternehmen in eine Aktiengesellschaft umgewandelt, deren Leiter er bis 1906 blieb. Danach zog er sich zu Gunsten seines deutlich jüngeren Bruder Jacob aus der Leitung des Unternehmens zurück und wurde Aufsichtsratsvorsitzender.
Johannes Klein hielt ungefähr 30 Patente. Zu seinen Erfindungen gehören neben dem selbsttätigen Kesselspeiseapparat ein selbstdichtender Hahn und eine Balancierpumpe mit Kondenstopf. Das von ihm geleitete Unternehmen wuchs von ursprünglich 12 Arbeitern auf 620 Arbeiter und Angestellte im Jahr 1896.
Johannes Klein war Mitglied zahlreicher Vereine. So trat er 1870 dem Verein Deutscher Ingenieure (VDI) und dem Mannheimer Bezirksverein des VDI bei. Im Mannheimer Bezirksverein war er 1895 zweiter Vorsitzender und 1912 Schriftführer. Mannheimer Bezirksverein und Pfalz-Saarbrücker Bezirksverein des VDI wurden von ihm mit großzügigen Spenden bedacht. Zur Lehrlingsausbildung und für die Versorgung kriegsversehrter Werksangehöriger richtete Klein Stiftungen ein.

## Auszeichnungen
- 1897: Ernennung zum königlichen Kommerzienrat durch den bayrischen Prinzregenten
- 1915: Ehrenbürger der Stadt Frankenthal
- 1915: Ehrenbürger der Gemeinde Klingenmünster
- 1915: Ehrenmitglied des Pfalz-Saarbrücker Bezirksvereins des VDI
- 1915: Ehrenmitglied des Mannheimer Bezirksvereins des VDI

Daneben wurde Klein auch von zahlreichen bürgerlichen, wirtschaftlichen und militärischen Vereinen zum Ehrenmitglied ernannt.